# STS-91
STS-91 (ang. Space Transportation System) – misja amerykańskiego wahadłowca Discovery na rosyjską stację kosmiczną Mir. Był to dwudziesty czwarty lot promu kosmicznego Discovery i dziewięćdziesiąty pierwszy programu lotów wahadłowców.

## Załoga
źródło
- Charles J. Precourt (4)*, dowódca
- Dominic L. Pudwill Gorie (1), pilot
- Wendy Lawrence (3), specjalista misji 2
- Franklin R. Chang-Díaz (6), specjalista misji 1
- Janet L. Kavandi (1), specjalista misji 3
- Walerij W. Riumin (4), specjalista misji 4 (Rosja)

*(liczba w nawiasie oznacza liczbę lotów odbytych przez każdego z astronautów)

### Odwieziony na Ziemię ze stacji Mir
Andy Thomas (2)

## Parametry misji
- Masa:
  - startowa orbitera: ? kg
  - lądującego orbitera: 117 861 kg
  - ładunku: 16 537 kg
- Perygeum: 350 km[1]
- Apogeum: 373 km[1]
- Inklinacja: 51,7°[1]
- Okres orbitalny: 91,8 min[1]

## Cel misji
źródło
Dziewiąty i ostatni lot wahadłowca na rosyjską stację kosmiczną Mir. Na Ziemię wrócił astronauta Andrew Thomas (przyleciał na stację promem Endeavour w misji STS-89, spędził 140 dni 15 godz. 13 min w kosmosie).

### Dokowanie do Mira
- Połączenie z Mirem: 4 czerwca 1998, 16:58:30 UTC
- Odłączenie od Mira: 8 czerwca 1998, 16:01:48 UTC
- Łączny czas dokowania: 3 dni, 23 h, 3 min, 18 s